# 波欽基區

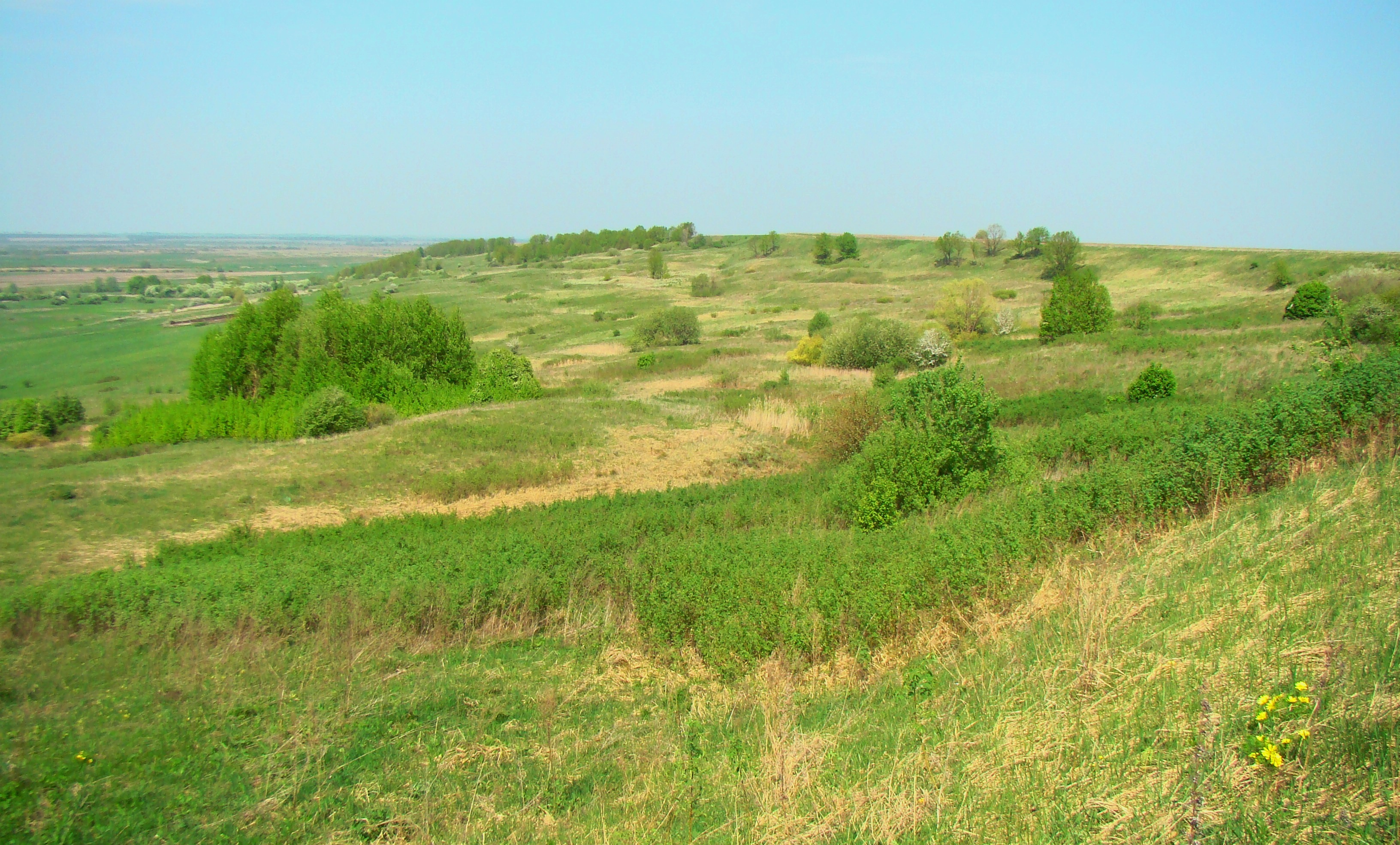

54°42′19″N 44°51′53″E / 54.70528°N 44.86472°E
波欽基區（俄语：Починковский район），是俄羅斯的一個區，位於該國西部，由下諾夫哥羅德州負責管轄，始建於1929年，面積1,960.6平方公里，2010年人口30,668，人口密度每平方公里15.64人。